# Língua de Sinais de Taiwan
A Língua de Sinais de Taiwan (TSL, ou em Portugal: Língua Gestual de Taiwan) é a língua de sinais (pt: língua gestual) usada geralmente em Formosa. É a língua nativa de cerca de 50.000 pessoas na República da China.
A TSL foi muito influenciada pela Língua de Sinais Japonesa, durante a ocupação japonesa, o que faz  com que os usuários desta língua consigam facilmente entender a Língua de Sinais Japonesa e a Língua de Sinais Coreana. Após a ocupação japonesa, Formosa absorveu um fluxo de usuários da Língua de Sinais Chinesa que influenciou TSL.
Há dois dialetos principais de TSL centrados em torno de duas das três escolas das principais línguas de sinais em Formosa: um em Taipei, o outro em Tainan.
Uma pesquisa lingüística séria sobre a TSL começou por volta de 1970 e está continuando no presente.